# Sandy Gilchrist
John Alexander Gilchrist, detto Sandy (Ocean Falls, 9 novembre 1945), è un ex nuotatore canadese.
Specializzato nello stile libero, ha partecipato ai Giochi di Tokyo 1964 e di Città del Messico 1968.
Ai Giochi panamericani, le maggiori soddisfazioni, con ben 10 medaglie, nel periodo 1963-1967.
È il cognato della nuotatrice Lenora Fisher e fratello dell'anch'esso nuotatore olimpico Allen Gilchrist.